# Slim Khezri
Slim Khezri (Lubecca, 18 luglio 1972) è un attore tedesco.

## Biografia
Artista pluripremiato e premiato residente a Los Angeles, California, è meglio conosciuto per il suo lavoro come artista, cantante, scrittore, produttore, regista e attore nel cinema, in televisione , animazione motion-capture, videogiochi e voiceover. Ma anche conosciuto come un ex professionista Michael Jackson Impersonator. Va anche dai nomi di scena Slim K, o Kazree, e talvolta accreditato in musica con il suo nome completo, stilizzato come una sola parola "Slimkhezri".
Alcuni dei suoi lavori più importanti, includono film come Avengers: Infinity War, Angels & Demons, Pirati dei Caraibi: Alla fine del mondo, Jurassic World, Solo: Una storia di Star Wars, Bumblebee, Mowgli: Legend of the Jungle, Una stella Nasce, Godzilla: King of the Monsters e spettacoli televisivi come "Die Rudi Carrell Show, 1000 modi per morire, Navy Seals: America's Secret Warriors, Sbloccare antichi segreti della Bibbia, The Kominsky Method, SEAL Team, The Mandalorian.
Foodie autoproclamato, avido cuoco, conoscitore del vino e appassionato viaggiatore del mondo. Un educatore, che è affascinato dalla società e dall'esperienza umana. Media, religione, ambiente, storia, arte e politica sono solo alcune delle aree che ha studiato. Educato in Germania e in Tunisia. Parla 4 lingue: inglese, tedesco, francese, arabo e conversazionale turco. Artist presso Sony Music Entertainment, Double Power (Sony Music Entertainment GmbH) e Founder / CEO presso Doubajen Group Ltd. e Doubajen Records (Independent Music and Film Company.)
Prima di entrare nel mondo dello spettacolo, Slim Khezri ha ottenuto il consenso della critica all'inizio degli anni '90, come il numero 1 di Michael Jackson Impersonator nel mondo, facendo tournée per oltre 10 anni in tutto il mondo. Nel 2000, ha poi continuato a scrivere, dirigere, produrre, montare e recitare in numerosi film, produzioni televisive, video musicali e collaborato con innumerevoli produttori musicali, DJ, artisti discografici e molti talenti indipendenti provenienti da tutto il mondo. Ha anche lavorato con successo a molti progetti legati alla musica e alle arti concettuali, incl. sfilate di moda e eventi di beneficenza da tutto il mondo, ha anche collaborato con alcuni dei più grandi nomi del settore come Michael Jackson, Justin Timberlake (Nsync), Fall Out Boy, Snoop Dogg, Britney Spears, Krs-One, Mark Owen ( Take That), Sean Kingston, Kshmr, Lifehouse, Haddaway, AJ McLean (Backstreet Boys), Esercito degli amanti, Worlds Apart, No Angels, Lutricia McNeal, Leee John (Immaginazione), Panico! Alla discoteca, Capitan Hollywood, Dephree, Cover Your Tracks, Lil Dicky, Chris Brown, The Reasn, Sarah Connor, Akon, Dr. Alban e molti altri.
Come attore, Khezri ha lavorato negli anni a film con Tom Hanks, Matt Damon, George Clooney, Mel Gibson, Tom Cruise, Ewan McGregor, Julia Roberts, Ben Affleck, John Turturro, Bradley Cooper, Jim Carey, Nicole Kidman, Chris Pratt, Tommy Lee Jones, Johnny Depp, John Lithgow, Nicolas Cage, Mickey Rourke, Josh Brolin, Bencio Del Toro, Dolph Lundgren, Danny Trejo, Terrence Stamp, Harvey Keitel, James Franco, Channing Tatum, Bruce Willis, Scarlett Johansson, JK Simmons, ed è stato diretto da artisti del calibro di Ron Howard, Clint Eastwood, Ridley Scott, Danny Boyle, Jodie Foster, Andy Serkis, Roland Emmerich, Colin Trevorrow, Ben Stiller, Gore Verbinski, Jerry Zucker, Ava DuVernay, Seth MacFarlane, Ethan Coen & Joel Coen, Angela Basset, F. Gary Gray e molti altri.

## Vita privata
Nata a Lübeck Hansestadt, nello Schleswig-Holstein, in Germania, la più antica di tre figli di una famiglia di discendenza mediterranea, la Tunisia. Slim Khezri è sposato con l'artista poli internazionale, artista di palcoscenico e ballerino Phoenix Kazree. Hanno un figlio insieme.

## Filmografia parziale
- Little Nicky - Un diavolo a Manhattan (2000)
- La guerra di Charlie Wilson (2007)
- Yes Man (2008)
- Angeli e demoni (2009)
- Ted 2 (2015)